# On the Town
On the Town (Brasil: Um Dia em Nova York / Portugal: Um Dia em Nova Iorque) é uma peça musical de Leonard Bernstein, com letra de Betty Comden e Adolph Green, que estreou na Broadway em 1944. Mais tarde, em 1949 foi transformada em filme dirigido por Stanley Donen e Gene Kelly, protagonizado pelo próprio Gene Kelly ao lado de Frank Sinatra, Betty Garrett e Ann Miller.

## Sinopse
Os marinheiros Gabey (Gene Kelly), Chip (Frank Sinatra) e Ozzie (Jules Munshin) aproveitam a folga para passar um dia inteiro em Nova Iorque e cada um deles já traçou um plano para aproveitar a folga.
A aventura dos três marinheiros começa quando, em um túnel do metrô, Gabey vê a fotografia da bela modelo Ivy Smith (Vera-Ellen) e diz ter encontrado a mulher de seus sonhos, arrastando seus amigos na busca de sua paixão. Nesta aventura regada a música e dança, desfilam seus talentos como cantores, atores e dançarinos.

## Trilha sonora
- I Feel Like I'm Not Out of Bed Yet
- New York, New York
- Miss Turnstiles Ballet (instrumental)
- Prehistoric Man
- Come Up to My Place
- When You Walk Down Mainstreet with Me
- You're Awful
- On the Town
- Count on Me
- A Day in New York (instrumental)

## Prêmios e indicações
Em 1950, o filme ganhou o Oscar de Melhor trilha original e foi indicado ao Globo de Ouro de Melhor Fotografia em Cores.

## Curiosidades
- Este filme ocupa a 19ª colocação na Lista dos 25 Maiores Musicais Americanos de todos os tempos, idealizada pelo American Film Institute (AFI) e divulgada em 2006.
- O filme tornou-se histórico por ter sido o primeiro musical a ser filmado em locação. Gene Kelly insistiu para que algumas cenas fossem feitas em Nova Iorque e não em estúdio, como era comum na época. Foram filmadas no Museu Americano de História Natural, na Ponte do Brooklyn, e no Rockefeller Center.[5][6]